# Томас, Деби
Дебра Джанин (Деби) Томас (англ. Debra Janine «Debi» Thomas; род. 25 марта 1967) — американская фигуристка, победительница чемпионата мира 1986 года, двукратная чемпионка США и бронзовый призёр зимних Олимпийских игр 1988 года в женском одиночном катании.

## Биография
Томас представляла лос-анджелесский клуб фигурного катания с 1983 года. С десяти лет она занималась у тренера Алекса Макгована. В 1986 году Томас выиграла чемпионат США и чемпионат мира по фигурному катанию в женском одиночном катании. За эти достижения она была признана спортсменкой года по версии ABC. Томас стала первой афроамериканкой, выигравшей чемпионат США в одиночном катании.
В 1987 году Томас из-за травмы слабо выступила на чемпионате США, уступив Джил Тренери, и заняла второе место на чемпионате мира, уступив Катарине Витт из ГДР. В январе 1988 года она вернула себе титул чемпионки США. На зимних Олимпийских играх 1988 года, проходивших в Калгари, соперничество Томас и Витт в СМИ окрестили «битвой Кармен», поскольку обе фигуристки в своих произвольных программах выступали под музыку из оперы «Кармен». Томас хорошо выступила в короткой программе под инструментальную версию композиции Something in My House группы Dead or Alive, но в произвольной программе три раза упала и смогла завоевать лишь бронзовую медаль Игр, уступив Витт и канадской фигуристке Элизабет Мэнли. В том же 1988 году Томас выиграла бронзовую медаль на чемпионате мира, после чего завершила спортивную карьеру.
В 1991 году Томас окончила Стэнфордский университет с дипломом инженера, в 1997 году она получила диплом хирурга-ортопеда в Северо-западном университете. В 2000 году Томас была принята в Американский зал славы фигурного катания. В 2006 году она была включена в состав американской делегации на церемонию открытия зимних Олимпийских игр 2006 года в Турине.

## Спортивные достижения
| Соревнования               | 1982—83 | 1983—84 | 1984—85 | 1985—86 | 1986—87 | 1987—88 |
| -------------------------- | ------- | ------- | ------- | ------- | ------- | ------- |
| Зимние Олимпийские игры    |         |         |         |         |         | 3       |
| Чемпионаты мира            |         |         | 5       | 1       | 2       | 3       |
| Чемпионаты США             | 13      | 6       | 2       | 1       | 2       | 1       |
| Skate America              |         |         |         | 1       |         |         |
| Skate Canada International |         |         |         |         |         | 1       |
| NHK Trophy                 |         |         | 2       |         |         |         |
| Nebelhorn Trophy           |         |         | 1       |         |         |         |